# Debby Ryan
Pour les articles homonymes, voir Ryan.
Deborah Ryan, dite Debby Ryan ou Debby Dun depuis son mariage, est une actrice, chanteuse, productrice, mannequin et réalisatrice américaine née le 13 mai 1993 à Huntsville dans l'Alabama.
Elle se fait connaître, du grand public, en 2006 dans la série Barney, puis gagne en notoriété dans le rôle de Bailey Pickett dans la sitcom La Vie de croisière de Zack et Cody (2008-2011) qui lui permet ensuite d'être l'héroïne de sa propre série sur Disney Channel : Jessie (2011-2015).
Parallèlement à ce succès, comme beaucoup d'égéries jeunesse propulsées par Disney, elle se lance dans la musique et crée, en 2012, le groupe de musique indépendant « The Never Ending », dont elle est la chanteuse principale.
Côté cinéma, elle joue dans les films de romance Rip Tide et Every Day, pour ensuite se diversifier en jouant dans la comédie Mère incontrôlable à la fac ainsi que dans le thriller Horse Girl. En 2021, elle revient en étant à l'affiche des films  The Opening Act (en) et Night Teeth.
Elle est également la vedette de la comédie satirique Insatiable (2018-2020), diffusée sur la plateforme Netflix.

## Biographie

### Enfance
Elle est la fille d'un père militaire, ce qui l'amène à voyager régulièrement en Europe.
À 4 ans, sa famille déménage en Allemagne et joue pour la première fois devant un public sur une base américaine en Allemagne,. C'est d'ailleurs pendant ce séjour qu'elle se passionne pour le théâtre et les comédies musicales. La famille rentre aux États-Unis en 2003 et s'installe au Texas. Elle est victime de bizutage à l'école pour avoir été une mascotte et membre du club d'échec de l'école.
La famille s'installe ensuite à Los Angeles, pour permettre à Debby de poursuivre une carrière dans l'industrie du divertissement.

### Productions Disney et révélation (2007-2015)

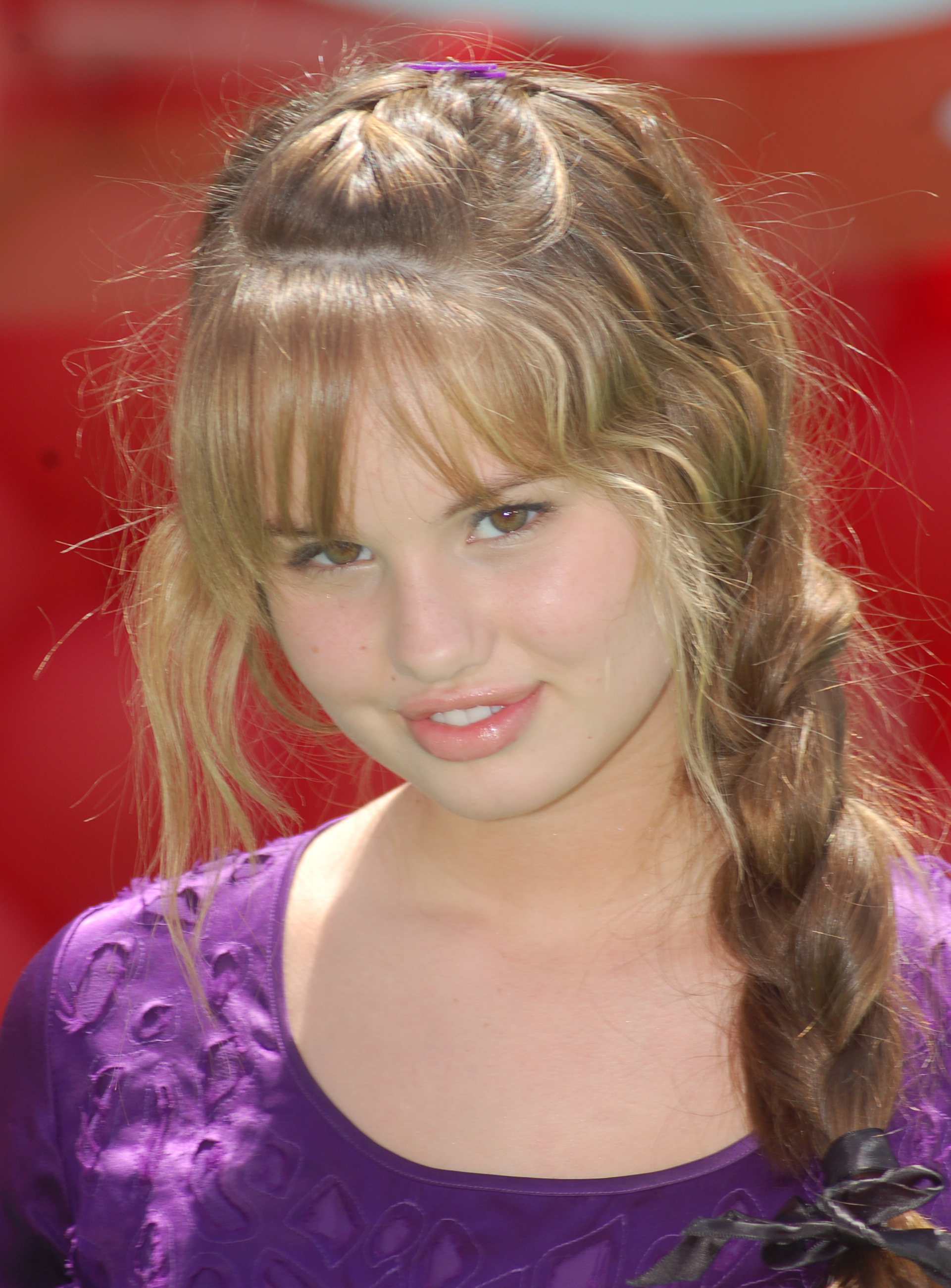
Debby Ryan, en 2009, pour l'avant première du film Là-haut.

En 2007, elle commence ainsi sa carrière en apparaissant dans l'émission américaine destinée à un jeune public Barney, un show qui a notamment marqué les débuts de carrière de Selena Gomez et Demi Lovato.
L'année suivante, elle fait ses débuts au cinéma en jouant dans la comédie dramatique familiale Ma super nièce ! aux côtés de Ice Cube et Keke Palmer.
Mais cette année-là, elle obtient surtout le rôle qui l'a fait connaître au grand public, celui de Bailey Pickett, dans le spin-off de la série La Vie de palace de Zack et Cody : La Vie de croisière de Zack et Cody.
En parallèle, Debby Ryan joue de plusieurs instruments dont la guitare, le piano acoustique et le clavier. Elle est également auteur-compositeur et écrit de la musique aux côtés de son frère aîné. Debby Ryan a montré de l'intérêt dans plusieurs types de musique et ses genres musicaux sont principalement le jazz et la pop country avec un mélange de musique rock. Ryan a été mis en tête d'affiche du « Terrific Teen Tour », une série de concerts avec en vedette Mitchel Musso, Jasmine Richards et Savannah Outen, qui débutera le 9 juillet 2009 et finira le 14 juillet, mais la tournée a été annulée en raison de conflits d'horaires.

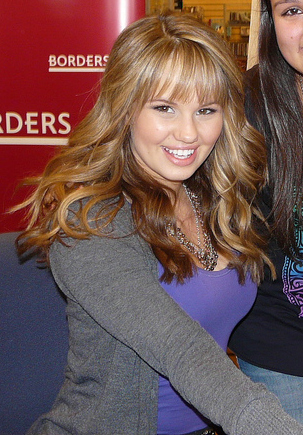
En 2010, pour la promotion du téléfilm 16 vœux.

En 2010, elle est l'héroïne du téléfilm à succès 16 vœux, qui est un Disney Channel Original Movie réalisé par Peter DeLuise, et diffusé le 25 juin 2010 pour sa première sur Disney Channel USA. Pour les besoins de cette fantasy, elle enregistre deux singles Open Eyes et A Wish Come True Everyday.
En 2011, elle décroche sa propre série Jessie qui a débuté le 1er octobre 2011 sur Disney Channel et dans laquelle elle chante aussi la chanson du générique. Elle joue aux côtés de Peyton Roi List, Cameron Boyce, Karan Brar, Skai Jackson et Kevin Chamberlin.
En 2011, elle reprend son rôle de Bailey Pickett pour Zack et Cody, le film inspiré de la série La Vie de croisière de Zack et Cody. Elle fait aussi une apparition remarquée dans le double épisode de la saison 5 de la série Private Practice dans le rôle de Hailey, une jeune fille de 18 ans qui se retrouve en centre de désintoxication.
Durant l'été 2012, Debby dévoile sa nouvelle chanson : We Ended Right et, pour son nouveau DCOM Radio Rebel, Debby fait une reprise du célèbre titre : We Got The Beat, piste présente dans le téléfilm Appelez-moi DJ Rebel dont elle est la vedette et ou elle interprète le rôle principal de Tara Adams. Lors de sa première diffusion, cette production rassemble plus de six millions de téléspectateurs.

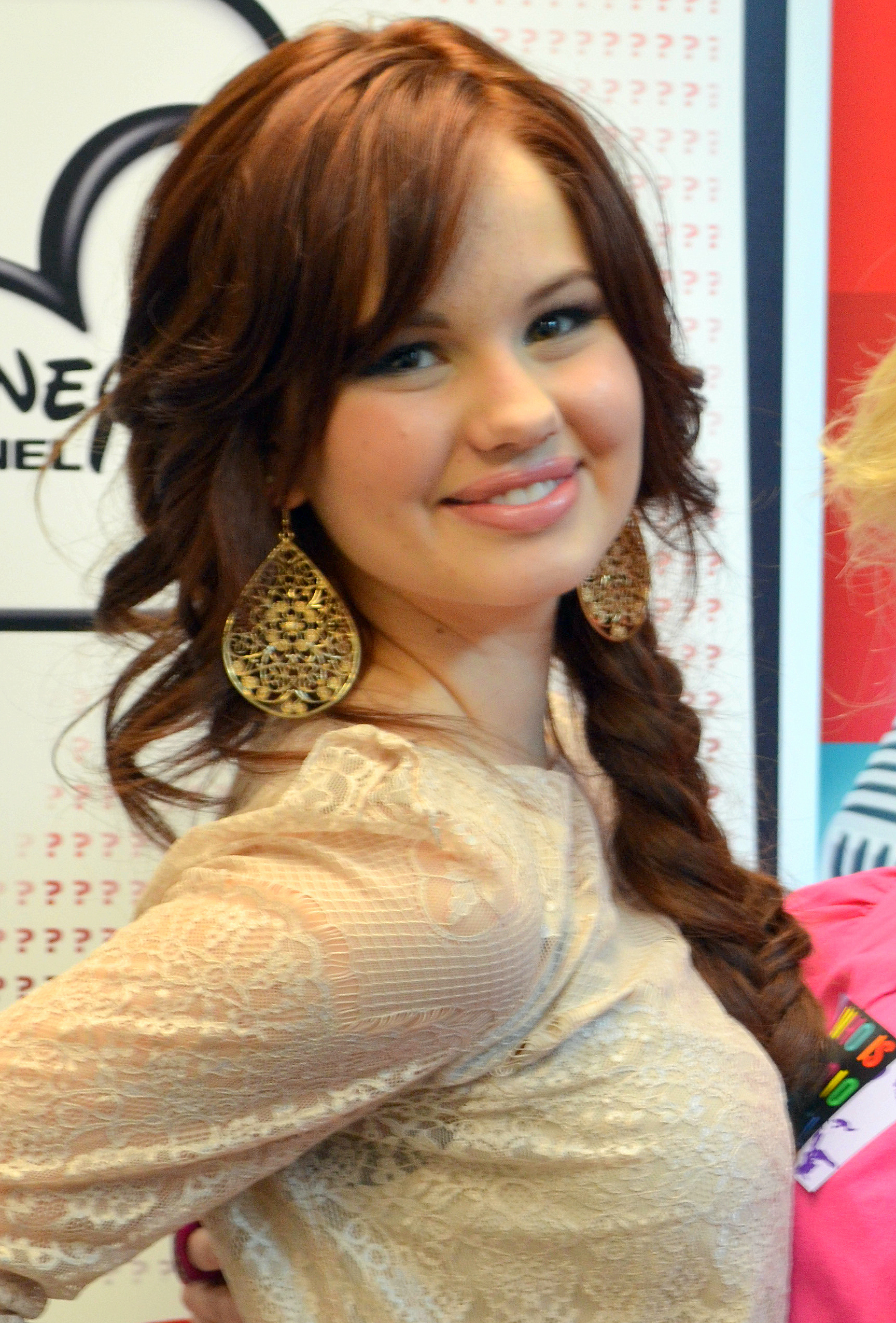
En 2012, pour la promotion du téléfilm Appelez-moi DJ Rebel.

Elle profite aussi du succès de sa série pour faire ses débuts en tant que productrice et prend part à la production de plus de soixante dix épisodes. Elle a assisté aux réunions de production et a fait d'importantes contributions à la série. Elle a créé sa propre société de production, Shadowborn Productions. Avec sa société, elle a d'ailleurs produit le clip de sa chanson pour le DCOM Appelez moi DJ Rebel, ainsi qu'un clip pour le label Fueled by Ramen.
Debby espère pouvoir un jour fonder son propre label, afin de donner aux artistes un endroit où ils pourront s'exprimer et créer de la musique.
Toujours en 2012, elle fait aussi des apparitions dans des séries Disney Channel et Disney XD : Sketches à gogo ! dans son propre rôle et dans Zeke et Luther où elle interprète Courtney Mills mais encore un rôle d'invitée dans Austin et Ally. Enfin, elle prête sa voix à l'un des personnages du film d'animation Clochette et le Secret des fées et continue progressivement de s'éloigner des productions Disney, en apparaissant dans des séries télévisées comme The Glades.
En 2013, elle fonde son propre groupe, The Never Ending, avec cinq amis, dont elle est la chanteuse principale. Ils sortent leur premier EP, One (en), le 24 juin 2014. Elle en a écrit toutes les chansons. Le groupe a produit et fondé lui-même cet EP,.
Le 5 mai 2014, Debby Ryan passe derrière la caméra et réalise son premier épisode pour la série Jessie tandis que le personnage doit se marier avant la fin de la saison, elle en réalisera quatre au total.
Durant l'été 2014, elle révèle lors d'une interview pour le magazine Teen Vogue que la saison 4 de Jessie sera la dernière. La fin de la série devrait aussi signer la fin de son contrat et de sa collaboration avec Disney Channel.
En 2015, elle fait la première partie de la tournée d'été du groupe Fifth Harmony.

### Émancipation (2016-)
En 2016, elle joue dans la web-série de la plateforme YouTube Red, Sing It!. C'est cette année-là, qui marque l'arrêt de son contrat avec Disney. Elle admettra, par la suite, que ce passage par cette grosse maison de production lui a fermé quelques portes,. Enfin, elle produit un film familial intitulé Jessica Darling's It List.
L'année qui suit, elle porte le film familial Rip Tide en compétition lors du Festival du film de Sydney et elle joue dans deux épisodes de la série télévisée Daytime Divas portée par Vanessa Williams.
En 2018, elle seconde Katie Cassidy et Matthew Lillard dans la comédie noire Grace, une production récompensée lors de quelques festivals du cinéma indépendant.
Mais cette année-là, elle fait surtout son retour en vedette, en tenant le rôle principal de la comédie satirique Insatiable. Initialement prévue pour être diffusée par le réseau The CW, c'est finalement Netflix qui acquiert les droits et commande une saison complète. La série crée une large controverse dès sa bande annonce, ce qui se confirme avec des critiques très contrastées : Bien que soulignant un style très décalé, cette comédie grinçante est notamment accusée de grossophobie et d'homophobie,. En dépit d'un accueil très controversé, la série polémique est renouvelée pour une deuxième saison grâce à un certain engouement du public.
En début d'année 2020, Netflix confirme l'annulation d'Insatiable à l'issue de la seconde saison,.

## Vie privée
Debby Ryan avait une relation amoureuse avec le batteur du groupe Twenty One Pilots, Josh Dun, de mai 2013 à septembre 2014. Après une séparation, le couple s’est remis ensemble en fin d'année 2016. Le 23 décembre 2018, ils annoncent leurs fiançailles sur Instagram,. Le couple se marie le 31 décembre 2019.
En tant que star de l'écurie Disney, elle fut l'une des ambassadrices de Disney Friends for Change. Un rôle de bénévole qui l'a amenée en Inde où, en partenariat avec Free the Children, elle a aidé à construire la nouvelle école d'un village. Un documentaire a d'ailleurs été réalisé et a été nommé pour un Daytime Emmy Awards, en 2013

## Filmographie

### Cinéma
- 2008 : Ma super nièce ! (The Longshots) de Fred Durst : Edith Smith
- 2010 : What If... (en) de Dallas Jenkins : Kimberly « Kim » Walker
- 2012 : Clochette et le Secret des fées (Secret of the Wings) de Peggy Holmes et Bobs Gannaway : Spike (voix)
- 2014 : Opération Muppets (Muppets Most Wanted) de James Bobin : Savana (version longue)
- 2017 : Rip Tide de Rhiannon Bannenberg : Cora
- 2018 : Stars à tout prix (Cover Versions) de Todd Berger : Maple
- 2018 : Every Day de Michael Sucsy : Jolene
- 2018 : Mère incontrôlable à la fac (Life of the Party) de Ben Falcone : Jennifer
- 2018 : Grace de Devin Adair : Nicole
- 2020 : Horse Girl de Jeff Baena : Nikki
- 2020 : The Opening Act de Steve Byrne : Jen
- 2021 : Night Teeth d'Adam Randall : Blaire
- 2022 : Twenty One Pilots Cinema Experience : femme avec un seau
- 2024 : Turtles All the Way Down de Hannah Marks : Quinn

### Télévision

#### Téléfilms
- 2010 : 16 vœux (16 Wishes) de Peter DeLuise : Abigail Jensen
- 2011 : Zack et Cody, le film (The Suite Life Movie) de Sean McNamara : Bailey Pickett
- 2012 : Appelez-moi DJ Rebel (Radio Rebel) de Peter Howitt : Tara Adams
- 2013 : Le Noël où tout a changé (Kristin's Christmas Past) de Jim Fall : Haddie

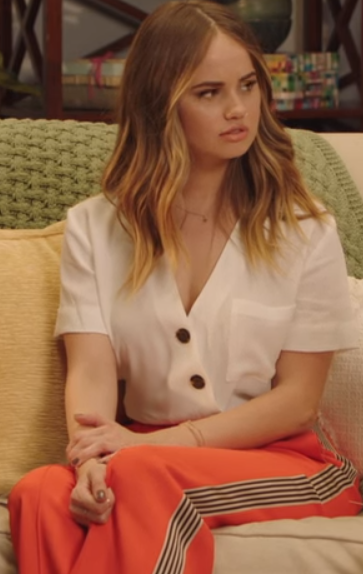
Debbie Ryan en 2018.

#### Séries télévisées
- 2006 : Barney (Barney & Friends) : Debby (rôle récurrent - saison 10, 11 épisodes)
- 2007 : Yay Me! Starring London Tipton : Bailey Pickett (2 épisodes)
- 2008-2011 : La Vie de croisière de Zack et Cody (The Suite Life on Deck) : Bailey Pickett (rôle principal, 71 épisodes)
- 2009 : Les Sorciers de Waverly Place (Wizards of Waverly Place) : Bailey Pickett (saison 2, épisode 25)
- 2009 : Hannah Montana : Bailey Pickett (saison 3, épisode 20)
- 2011 : L'Heure de la peur (R. L. Stine's The Haunting Hour) : Stefani Howard (saison 1, épisode 16)
- 2011 : Private Practice : Hayley (saison 5, épisode 9)
- 2011-2015 : Jessie : Jessica "Jessie" Marie Prescott  (rôle principal - 98 épisodes)
- 2012 : Zeke et Luther (Zeke and Luther) : Courtney Mills (saison 3, épisodes 25 et 26)
- 2012 : The Glades : Christa Johnson (saison 3, épisode 8)
- 2012 : Austin et Ally (Austin & Ally) : Jessie Prescott (saison 2, épisode 6)
- 2013 : Bonne chance Charlie (Good Luck Charlie) : Jessie Prescott (saison 4, épisode 17)
- 2014 : Mighty Med, super urgences (Mighty Med) : Jade / Re-mix (saison 1, épisode 16)
- 2014 : Ultimate Spider-Man : Jessie Prescott (voix - saison 3, épisode 21)
- 2015 : Le Monde de Riley (Girl Meets World) : Aubrey (saison 2, épisode 1)
- 2015 : Boucle d'Or et Petit Ours (Goldie & Bear) : Thumbelina (voix - saison 1, épisode 6)
- 2015-2016 : Les Mystères de Laura (The Mysteries of Laura) : Lucy Diamond (saison 2, 2 épisodes)
- 2016 : Sing It! (en) : Holli Holiday (rôle principal - 10 épisodes)
- 2017 : Daytime Divas : Maddie Finn (saison 1, épisodes 4 et 10)
- 2018-2019 : Insatiable : Patricia « Patty » Bladell (rôle principal - 22 épisodes)
- 2022 : The Resort : Hanna
- 2022 : The Idol
- 2024 : American Horror Stories : Jillian Fletcher (saison 3, épisode 9)

#### Clips Vidéos
- 2020 : Level of Concern de Twenty One Pilots : elle-même
- 2021 : Livestream Experience de Twenty One Pilots : femme avec un seau

### Productrice
- 2011-2015 : Jessie (série télévisée, 72 épisodes)
- 2016 : Jessica Darling's It List d'Ali Scher (long métrage)
- 2016 : Santa Baby (clip vidéo)

### Réalisatrice
- 2012 : We Got the Beat (clip vidéo)
- 2014-2015 : Jessie (série télévisée, 4 épisodes)

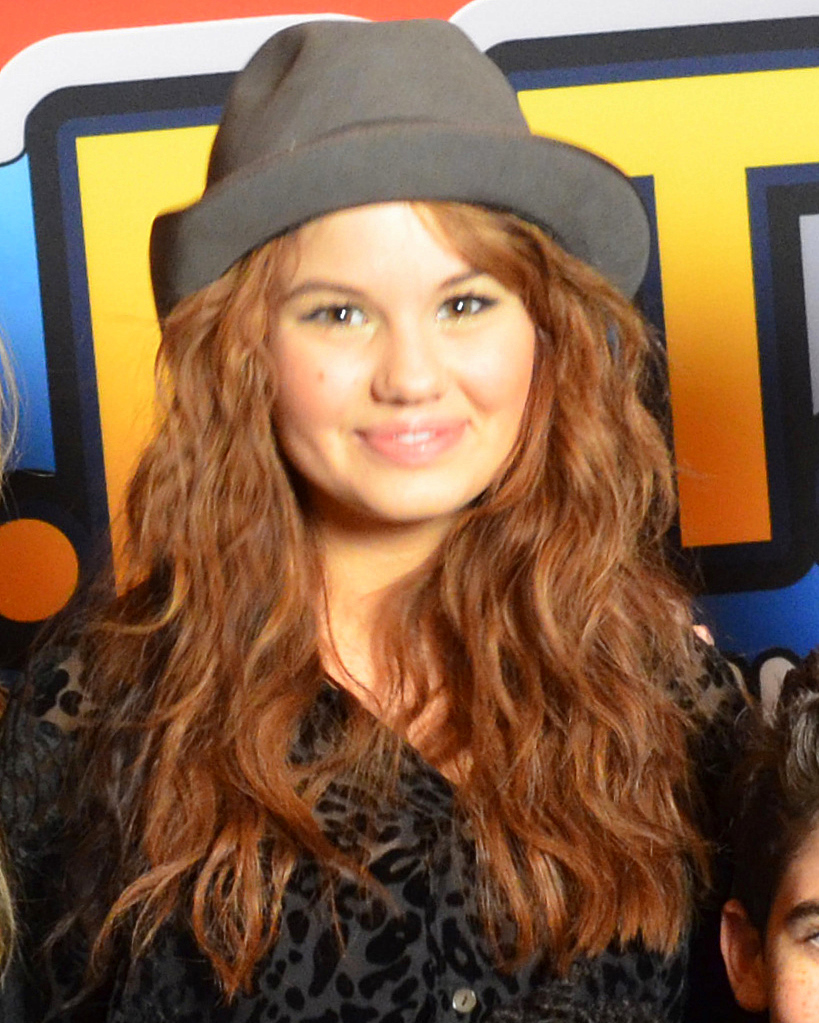
Debbie Ryan en 2011.

- Debbie Ryan en 2011.2016 : Santa Baby (clip vidéo)

## Voix francophones
En France, Manon Azem a été la voix régulière de Debby Ryan, qu'elle a doublé de 2008 à 2016. Ces dernières années, d'autres comédiennes se sont succédé pour la doubler, dont Jessica Monceau à trois reprises.

## Discographie

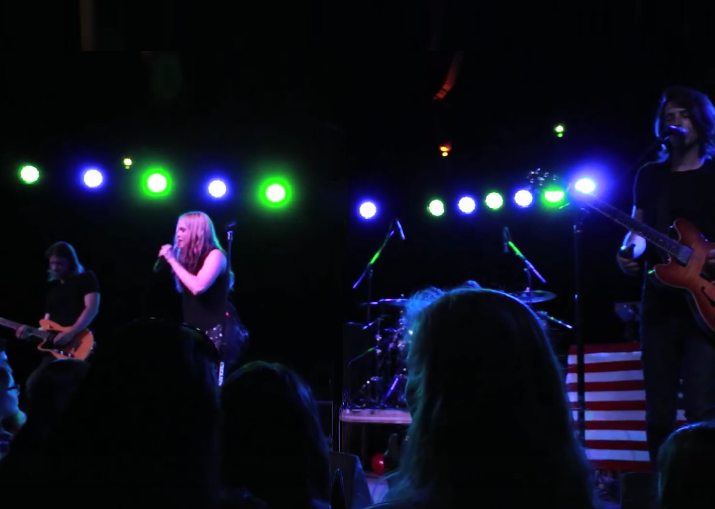
Performance du groupe The Never Ending, au Texas, en 2014.

### EPs
- 2014 : One (avec The Never Ending)

### Singles
- 2011 : We Ended Right (featuring Chad Hively & Chase Ryan)
- 2011 : Made of Matches pour la série L'Heure de la peur
- 2011 : We Got the Beat
- 2014 : Mulholland Drive (avec The Never Ending)

### Divers
- 2010 : Hakuna Matata
- 2010 : A Wish Comes True Everyday pour le film 16 vœux
- 2010 : Open Eyes pour le film 16 vœux
- 2010 : Deck the Halls pour le film La Mission de Chien Noël
- 2012 : Hey, Jessie chanson du générique Jessie
- 2013 : Favorite Time of Year
- 2013 : Face 2 Face feat; Ross Lynch pour un épisode de la série Austin et Ally

### Clips vidéos
- 2009 : I'm A Country Girl
- 2010 : A Wish Comes True Everyday
- 2010 : Deck the Halls
- 2012 : Texas Guys
- 2012 : We Got the Beat
- 2013 : Face To Face
- 2013 : Ever Enough de A Rocket to the Moon
- 2016 : Secondhand - Acoustic de Debby Ryan et The Never Ending
- 2016 : Santa Baby de Debby Ryan et The Never Ending -également productrice-

### Tournées
- 2015 : Debby Ryan & The Never Ending : Première partie de la tournée d’Été des Fifth Harmony.

## Distinctions

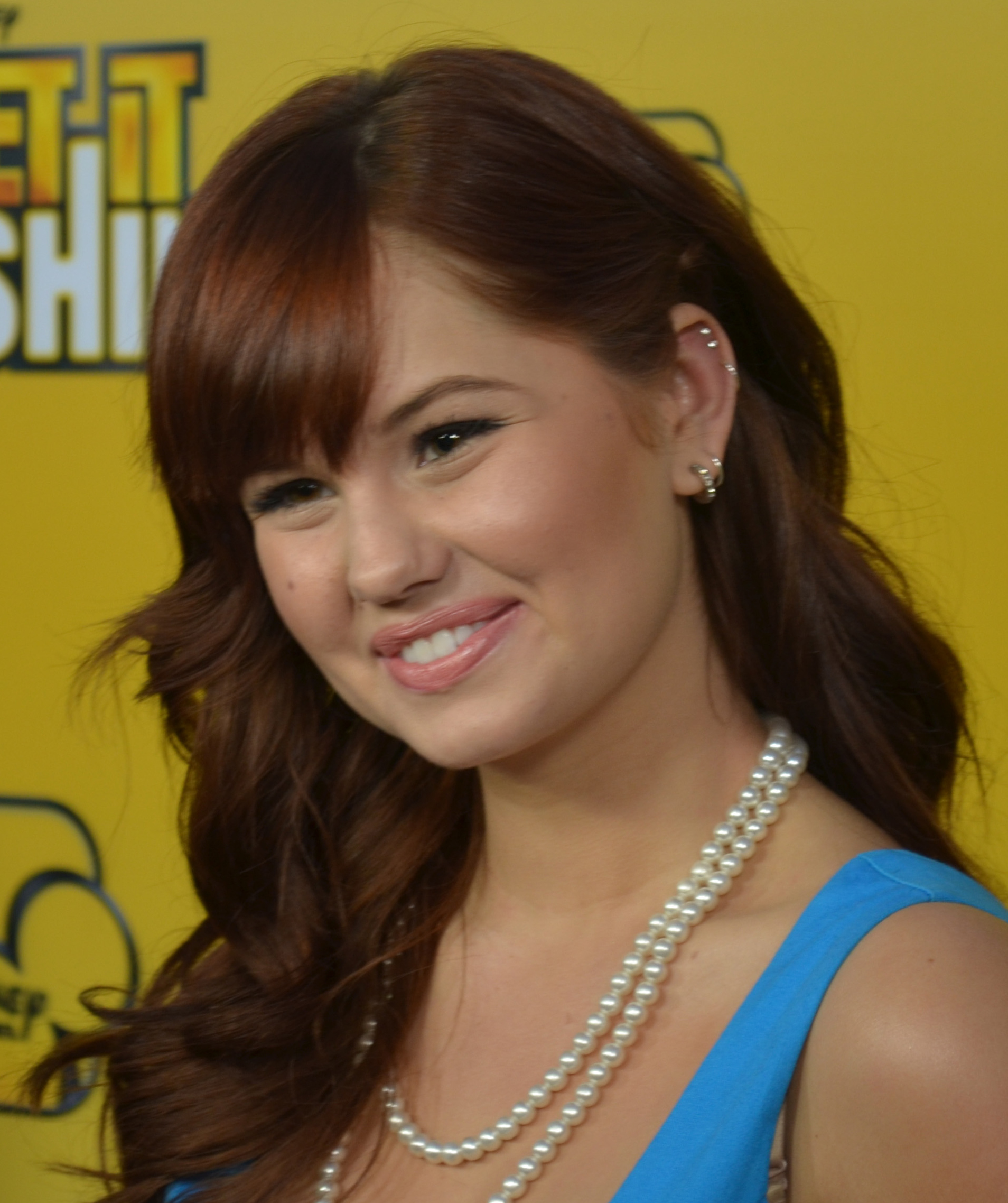
Lors de l'avant première hollywoodienne de Let It Shine, en 2012.

Sauf indication contraire ou complémentaire, les informations mentionnées dans cette section proviennent de la base de données IMDb.

### Récompenses
- Popstar Magazine's 2009 : Popstatic Award de la meilleure nouvelle artiste féminine[32]

### Nominations
- Young Artist Awards 2011 : meilleure performance par une jeune actrice dans un téléfilm ou une mini-série pour 16 vœux
- Behind the Voice Actor Awards 2013 : meilleure performance de doublage par une distribution dans un téléfilm, un vidéo-film ou un court métrage pour Clochette et le secret des fées
- Kids' Choice Awards 2014 : meilleure actrice de série télévisée pour Jessie
- 16e cérémonie des Teen Choice Awards 2014 : meilleure actrice dans une série télévisée comique pour Jessie
- Kids' Choice Awards 2015 : meilleure actrice de série télévisée pour Jessie
- Kids' Choice Awards 2016 : meilleure actrice de série télévisée pour Jessie